# Abierto de Estados Unidos 2020
El Abierto de Estados Unidos () fue la edición número 140 y el segundo evento de Grand Slam del año. Se llevó a cabo en canchas duras al aire libre en el Centro Nacional de Tenis Billie Jean King de la USTA en la ciudad de Nueva York. Fue un evento de la Federación Internacional de Tenis (ITF, por sus siglas en inglés) que formó parte del Tour de la ATP de 2020 y del Tour de la WTA de 2020. Este será el primer gran evento de tenis desde el inicio de la pandemia mundial de coronavirus en marzo.
En esta oportunidad y por la pandemia de coronavirus no habrá clasificación previa al cuadro principal como tampoco eventos de dobles mixtos ni júnior.
Se esperaba que Rafael Nadal y Bianca Andreescu fueran los campeones defensores de individuales masculinos y femeninos; sin embargo, ambos decidieron no competir. Nadal se retiró del torneo alegando que la situación sanitaria sigue muy complicada, mientras que Andreescu declaró que la pandemia había comprometido su capacidad para prepararse y competir al más alto nivel.

## Puntos y premios

### Distribución de puntos

#### Séniors
| Evento               | G    | F    | SF  | CF  | R16 | R32 | R64 | R128 |
| Individual masculino | 2000 | 1200 | 720 | 360 | 180 | 90  | 45  | 10   |
| Dobles masculino     | 1000 | 600  | 360 | 180 | 90  | 0   | —   | —    |
| Individual femenino  | 2000 | 1300 | 780 | 430 | 240 | 130 | 70  | 10   |
| Dobles femenino      | 1000 | 650  | 390 | 215 | 120 | 10  | —   | —    |

#### Silla de ruedas
| Evento           | G   | F   | SF  | CF  |
| Individual       | 800 | 500 | 375 | 100 |
| Dobles           | 800 | 500 | 100 | —   |
| Quad* Individual | 800 | 500 | 375 | 100 |
| Quad* Dobles     | 800 | 100 | —   | —   |

* Categoría específica de tenis en silla de ruedas

### Premios monetarios
| Evento     | G             | F             | SF          | CF          | R16         | R32         | R64         | R128       |
| Individual | 3 000 000 US$ | 1 500 000 US$ | 800 000 US$ | 425 000 US$ | 250 000 US$ | 163 000 US$ | 100 000 US$ | 61 000 US$ |
| Dobles     | 400 000 US$   | 240 000 US$   | 130 000 US$ | 91 000 US$  | 50 000 US$  | 30 000 US$  | —           | —          |

## Actuación de los jugadores en el torneo

### Individual masculino
| Campeón                        | Campeón                   | Finalista              | Finalista                  |
| ------------------------------ | ------------------------- | ---------------------- | -------------------------- |
| Dominic Thiem [2]              | Dominic Thiem [2]         | Alexander Zverev [5]   | Alexander Zverev [5]       |
| Semifinalistas                 |                           |                        |                            |
| Pablo Carreño [20]             | Pablo Carreño [20]        | Daniil Medvédev [3]    | Daniil Medvédev [3]        |
| Eliminados en cuartos de final |                           |                        |                            |
| Denis Shapovalov [12]          | Borna Ćorić [27]          | Andréi Rubliov [10]    | Álex de Miñaur [21]        |
| Eliminados en cuarta ronda     |                           |                        |                            |
| Novak Djokovic [1]             | David Goffin [7]          | Jordan Thompson        | Alejandro Davidovich       |
| Matteo Berrettini [6]          | Frances Tiafoe            | Vasek Pospisil         | Félix Auger-Aliassime [15] |
| Eliminados en tercera ronda    |                           |                        |                            |
| Jan-Lennard Struff [28]        | Ričardas Berankis         | Taylor Fritz [19]      | Filip Krajinović [26]      |
| Stefanos Tsitsipas [4]         | Mikhail Kukushkin         | Cameron Norrie         | Adrian Mannarino [32]      |
| Casper Ruud [30]               | Salvatore Caruso          | Márton Fucsovics       | Jeffrey John Wolf [WC]     |
| Roberto Bautista [8]           | Karen Jachanov [11]       | Corentin Moutet        | Marin Čilić [31]           |
| Eliminados en segunda ronda    |                           |                        |                            |
| Kyle Edmund                    | Michael Mmoh [WC]         | Mitchell Krueger [WC]  | Steve Johnson              |
| Soon-Woo Kwon                  | Gilles Simon              | Marcos Giron           | Lloyd Harris               |
| Maxime Cressy [WC]             | Juan Ignacio Lóndero      | Egor Gerasimov         | Christian Garín [13]       |
| Federico Coria                 | Hubert Hurkacz [24]       | Jack Sock [PR]         | Brandon Nakashima [WC]     |
| Ugo Humbert                    | Emil Ruusuvuori           | Ernesto Escobedo [Alt] | Grégoire Barrère           |
| Grigor Dimitrov [14]           | John Millman              | Roberto Carballés      | Christopher O'Connell      |
| Miomir Kecmanović              | Milos Raonic [25]         | Richard Gasquet        | Andrey Kuznetsov [PR]      |
| Andy Murray                    | Daniel Evans [23]         | Norbert Gomboš         | Sumit Nagal                |
| Eliminados en primera ronda    |                           |                        |                            |
| Damir Džumhur                  | Aleksandr Búblik          | João Sousa             | Pedro Martínez             |
| Yasutaka Uchiyama              | Pedro Sousa               | Federico Gaio          | John Isner [16]            |
| Sebastian Korda [WC]           | Thai-Son Kwiatkowski [WC] | Mohamed Safwat         | Dominik Koepfer            |
| Mikael Ymer                    | Marc Polmans              | Marco Cecchinato       | Reilly Opelka              |
| Albert Ramos                   | Jozef Kovalík             | Evgeny Donskoy         | Pablo Andújar              |
| Dušan Lajović [18]             | Stefano Travaglia         | Attila Balázs          | Ulises Blanch [WC]         |
| Diego Schwartzman [9]          | Jason Jung                | Dennis Novak           | Peter Gojowczyk            |
| Lorenzo Sonego                 | Pablo Cuevas              | Paolo Lorenzi          | Kevin Anderson             |
| Go Soeda                       | Yuichi Sugita             | Aljaž Bedene           | Mackenzie McDonald [PR]    |
| Kamil Majchrzak                | James Duckworth           | Taro Daniel            | Jérémy Chardy              |
| Tommy Paul                     | Hugo Dellien              | Andreas Seppi          | Nikoloz Basilashvili [22]  |
| Guido Pella [29]               | Feliciano López           | Laslo Djere            | Federico Delbonis          |
| Tennys Sandgren                | Gianluca Mager            | Philipp Kohlschreiber  | Leonardo Mayer             |
| Andrej Martin                  | Ivo Karlović              | Sam Querrey            | Jannik Sinner              |
| Thiago Monteiro                | Yoshihito Nishioka        | Jiří Veselý            | Thiago Seyboth Wild        |
| Denis Kudla                    | Radu Albot                | Bradley Klahn          | Jaume Munar                |

### Individual femenino
| Campeona                       | Campeona                   | Finalista                | Finalista                 |
| ------------------------------ | -------------------------- | ------------------------ | ------------------------- |
| Naomi Osaka [4]                | Naomi Osaka [4]            | Victoria Azarenka        | Victoria Azarenka         |
| Semifinalistas                 |                            |                          |                           |
| Jennifer Brady [28]            | Jennifer Brady [28]        | Serena Williams [3]      | Serena Williams [3]       |
| Eliminadas en cuartos de final |                            |                          |                           |
| Yulia Putintseva [23]          | Shelby Rogers              | Tsvetana Pironkova [PR]  | Elise Mertens [16]        |
| Eliminadas en cuarta ronda     |                            |                          |                           |
| Angelique Kerber [17]          | Petra Martić [8]           | Anett Kontaveit [14]     | Petra Kvitová [6]         |
| Alizé Cornet                   | Maria Sakkari [15]         | Karolína Muchová [20]    | Sofia Kenin [2]           |
| Eliminadas en tercera ronda    |                            |                          |                           |
| Caroline Garcia                | Ann Li                     | Aliaksandra Sasnovich    | Varvara Gracheva          |
| Marta Kostyuk                  | Magda Linette [24]         | Madison Brengle          | Jessica Pegula            |
| Madison Keys [7]               | Donna Vekić [18]           | Amanda Anisimova [22]    | Sloane Stephens [26]      |
| Iga Świątek                    | Sorana Cîrstea             | Caty McNally             | Ons Jabeur [27]           |
| Eliminadas en segunda ronda    |                            |                          |                           |
| Karolína Plíšková [1]          | Catherine Bellis [WC]      | Anna-Lena Friedsam       | Alison Riske [13]         |
| Markéta Vondroušová [12]       | Vera Lapko [PR]            | Kristina Mladenovic [30] | Kateryna Bondarenko [PR]  |
| Camila Giorgi                  | Anastasija Sevastova [31]  | Danka Kovinić            | Kaja Juvan                |
| Elena Rybakina [11]            | Dayana Yastremska [19]     | Kirsten Flipkens         | Kateryna Kozlova          |
| Aliona Bolsova                 | Ysaline Bonaventure        | Patricia Maria Țig       | Garbiñe Muguruza [10]     |
| Bernarda Pera                  | Katrina Scott [WC]         | Olga Govortsova          | Margarita Gasparyan       |
| Aryna Sabalenka [5]            | Sachia Vickery [WC]        | Anna Kalinskaya          | Johanna Konta [9]         |
| Sara Sorribes                  | Ekaterina Alexandrova [21] | Kaia Kanepi              | Leylah Annie Fernandez    |
| Eliminadas en primera ronda    |                            |                          |                           |
| Anhelina Kalinina              | Jasmine Paolini            | Tamara Korpatsch         | Anna Blinkova             |
| Ajla Tomljanović               | Caroline Dolehide          | Arantxa Rus              | Tatjana Maria             |
| Greet Minnen                   | Francesca Di Lorenzo       | Viktorija Golubic        | Robin Montgomery [WC]     |
| Hailey Baptiste [WC]           | Paula Badosa               | Allie Kiick [WC]         | Tereza Martincová         |
| Misaki Doi                     | Alison Van Uytvanck        | Daria Kasátkina          | Cori Gauff                |
| Maddison Inglis                | Lizette Cabrera            | Usue Maitane Arconada    | Danielle Collins          |
| Katarina Zavatska              | Irina Khromacheva [PR]     | Arina Rodiónova [Alt]    | Astra Sharma              |
| Rebecca Peterson [32]          | Marie Bouzková             | Whitney Osuigwe          | Irina-Camelia Begu        |
| Tímea Babos                    | Jil Teichmann              | Lauren Davis             | Shuai Zhang [25]          |
| Kristýna Plíšková              | Kurumi Nara                | Liudmila Samsonova       | Nao Hibino                |
| Stefanie Vögele                | Zarina Diyas               | Natalia Vikhlyantseva    | Viktoriya Tomova          |
| Mihaela Buzărnescu             | Asia Muhammad [Alt]        | Mónica Puig              | Kristie Ahn               |
| Océane Dodin                   | Barbara Haas               | Taylor Townsend          | Veronika Kudermétova [29] |
| Venus Williams                 | Nina Stojanović            | Christina McHale         | Heather Watson            |
| Laura Siegemund                | Claire Liu [WC]            | Viktória Kužmová         | Kim Clijsters [WC]        |
| Katarzyna Kawa                 | Kateřina Siniaková         | Vera Zvonareva [PR]      | Yanina Wickmayer          |

## Sumario

### Día 1 (31 de agosto)
- Cabezas de serie eliminados:
  - Individual masculino:  Diego Schwartzman [9],  John Isner [16],  Dušan Lajović [18]
  - Individual femenino:  Rebecca Peterson [32]
- Orden de juego

| Partidos en los estadios principales                 | Partidos en los estadios principales | Partidos en los estadios principales | Partidos en los estadios principales   |
| Partidos en el Arthur Ashe Stadium                   | Partidos en el Arthur Ashe Stadium   | Partidos en el Arthur Ashe Stadium   | Partidos en el Arthur Ashe Stadium     |
| Evento                                               | Ganador                              | Perdedor                             | Marcador                               |
| ---------------------------------------------------- | ------------------------------------ | ------------------------------------ | -------------------------------------- |
| Individual femenino - Primera ronda                  | Karolína Plíšková [1]                | Anhelina Kalinina                    | 6-4, 6-0                               |
| Individual masculino - Primera ronda                 | Alexander Zverev [5]                 | Kevin Anderson                       | 7-6(7-2), 5-7, 6-3, 7-5                |
| Individual masculino - Primera ronda                 | Novak Djokovic [1]                   | Damir Džumhur                        | 6-1, 6-4, 6-1                          |
| Individual femenino - Primera ronda                  | Naomi Osaka [4]                      | Misaki Doi                           | 6-2, 5-7, 6-2                          |
| Partidos en el Louis Armstrong Stadium               |                                      |                                      |                                        |
| Evento                                               | Ganador                              | Perdedor                             | Marcador                               |
| Individual femenino - Primera ronda                  | Angelique Kerber [17]                | Ajla Tomljanović                     | 6-4, 6-4                               |
| Individual masculino - Primera ronda                 | Denis Shapovalov [12]                | Sebastian Korda [WC]                 | 6-4, 4-6, 6-3, 6-2                     |
| Individual femenino - Primera ronda                  | Anastasija Sevastova [31]            | Cori Gauff                           | 6-3, 5-7, 6-4                          |
| Individual masculino - Primera ronda                 | Steve Johnson                        | John Isner [16]                      | 6-7(5-7), 6-3, 6-7(5-7), 6-3, 7-6(7-3) |
| Individual femenino - Primera ronda                  | Alison Riske [13]                    | Tatjana Maria                        | 6-3, 6-2                               |
| Fondo de color indica un partido de la rama femenina |                                      |                                      |                                        |

### Día 2 (1 de septiembre)
- Cabezas de serie eliminados:
  - Individual masculino:  Nikoloz Basilashvili [22],  Guido Pella [29]
  - Individual femenino:  Shuai Zhang [25],  Veronika Kudermétova [29]
- Orden de juego

| Partidos en los estadios principales                 | Partidos en los estadios principales | Partidos en los estadios principales | Partidos en los estadios principales |
| Partidos en el Arthur Ashe Stadium                   | Partidos en el Arthur Ashe Stadium   | Partidos en el Arthur Ashe Stadium   | Partidos en el Arthur Ashe Stadium   |
| Evento                                               | Ganador                              | Perdedor                             | Marcador                             |
| ---------------------------------------------------- | ------------------------------------ | ------------------------------------ | ------------------------------------ |
| Individual masculino - Primera ronda                 | Andy Murray                          | Yoshihito Nishioka                   | 4-6, 4-6, 7-6(7-5), 7-6(7-4), 6-4    |
| Individual femenino - Primera ronda                  | Serena Williams [3]                  | Kristie Ahn                          | 7-5, 6-3                             |
| Individual femenino - Primera ronda                  | Karolína Muchová [20]                | Venus Williams                       | 6-3, 7-5                             |
| Individual masculino - Primera ronda                 | Daniil Medvédev [3]                  | Federico Delbonis                    | 6-1, 6-2, 6-4                        |
| Partidos en el Louis Armstrong Stadium               |                                      |                                      |                                      |
| Evento                                               | Ganador                              | Perdedor                             | Marcador                             |
| Individual femenino - Primera ronda                  | Garbiñe Muguruza [10]                | Nao Hibino                           | 6-4, 6-4                             |
| Individual masculino - Primera ronda                 | Dominic Thiem [2]                    | Jaume Munar                          | 7-6(8-6), 6-3, ret.                  |
| Individual femenino - Primera ronda                  | Sofia Kenin [2]                      | Yanina Wickmayer                     | 6-2, 6-2                             |
| Individual femenino - Primera ronda                  | Madison Keys [5]                     | Tímea Babos                          | 6-1, 6-1                             |
| Individual masculino - Primera ronda                 | Grigor Dimitrov [14]                 | Tommy Paul                           | 6-4, 6-3, 6-1                        |
| Fondo de color indica un partido de la rama femenina |                                      |                                      |                                      |

### Día 3 (2 de septiembre)
- Cabezas de serie eliminados:
  - Individual masculino:  Christian Garín [13],  Hubert Hurkacz [24]
  - Individual femenino:  Karolína Plíšková [1],  Elena Rybakina [11],  Markéta Vondroušová [12],  Alison Riske [13],  Dayana Yastremska [19],  Kristina Mladenovic [30],  Anastasija Sevastova [31]
  - Dobles masculino:  Łukasz Kubot /  Marcelo Melo [2],  Marcel Granollers /  Horacio Zeballos [5],  Raven Klaasen /  Oliver Marach [7]
  - Dobles femenino:  Bethanie Mattek-Sands /  Shuai Zhang [5]
- Orden de juego

| Partidos en los estadios principales                 | Partidos en los estadios principales | Partidos en los estadios principales | Partidos en los estadios principales |
| Partidos en el Arthur Ashe Stadium                   | Partidos en el Arthur Ashe Stadium   | Partidos en el Arthur Ashe Stadium   | Partidos en el Arthur Ashe Stadium   |
| Evento                                               | Ganador                              | Perdedor                             | Marcador                             |
| ---------------------------------------------------- | ------------------------------------ | ------------------------------------ | ------------------------------------ |
| Individual femenino - Segunda ronda                  | Petra Kvitová [6]                    | Kateryna Kozlova                     | 7-6(7-3), 6-2                        |
| Individual masculino - Segunda ronda                 | Novak Djokovic [1]                   | Kyle Edmund                          | 6-7(5-7), 6-3, 6-4, 6-2              |
| Individual femenino - Segunda ronda                  | Naomi Osaka [4]                      | Camila Giorgi                        | 6-1, 6-2                             |
| Individual masculino - Segunda ronda                 | Stefanos Tsitsipas [4]               | Maxime Cressy [WC]                   | 7-6(7-2), 6-3, 6-4                   |
| Partidos en el Louis Armstrong Stadium               |                                      |                                      |                                      |
| Evento                                               | Ganador                              | Perdedor                             | Marcador                             |
| Individual femenino - Segunda ronda                  | Angelique Kerber [17]                | Anna-Lena Friedsam                   | 6-3, 7-6(8-6)                        |
| Individual masculino - Segunda ronda                 | Alexander Zverev [5]                 | Brandon Nakashima [WC]               | 7-5, 6-7(8-10), 6-3, 6-1             |
| Individual femenino - Segunda ronda                  | Caroline Garcia                      | Karolína Plíšková [1]                | 6-1, 7-6(7-2)                        |
| Individual masculino - Segunda ronda                 | Denis Shapovalov [12]                | Soon-Woo Kwon                        | 6-7(5-7), 6-4, 6-4, 6-2              |
| Fondo de color indica un partido de la rama femenina |                                      |                                      |                                      |

### Día 4 (3 de septiembre)
- Cabezas de serie eliminados:
  - Individual masculino:  Grigor Dimitrov [14],  Milos Raonic [25]
  - Individual femenino:  Aryna Sabalenka [5],  Johanna Konta [9],  Garbiñe Muguruza [10]
  - Dobles masculino:  Ivan Dodig /  Filip Polášek [4]
- Orden de juego

| Partidos en los estadios principales                 | Partidos en los estadios principales | Partidos en los estadios principales | Partidos en los estadios principales |
| Partidos en el Arthur Ashe Stadium                   | Partidos en el Arthur Ashe Stadium   | Partidos en el Arthur Ashe Stadium   | Partidos en el Arthur Ashe Stadium   |
| Evento                                               | Ganador                              | Perdedor                             | Marcador                             |
| ---------------------------------------------------- | ------------------------------------ | ------------------------------------ | ------------------------------------ |
| Individual femenino - Segunda ronda                  | Sofia Kenin [2]                      | Leylah Annie Fernandez               | 6-4, 6-3                             |
| Individual masculino - Segunda ronda                 | Dominic Thiem [2]                    | Sumit Nagal                          | 6-3, 6-3, 6-2                        |
| Individual femenino - Segunda ronda                  | Serena Williams [3]                  | Margarita Gasparyan                  | 6-2, 6-4                             |
| Individual masculino - Segunda ronda                 | Félix Auger-Aliassime [15]           | Andy Murray                          | 6-2, 6-3, 6-4                        |
| Partidos en el Louis Armstrong Stadium               |                                      |                                      |                                      |
| Evento                                               | Ganador                              | Perdedor                             | Marcador                             |
| Individual femenino - Segunda ronda                  | Amanda Anisimova [22]                | Katrina Scott                        | 4-6, 6-4, 6-1                        |
| Individual masculino - Segunda ronda                 | Vasek Pospisil                       | Milos Raonic [25]                    | 6-7(1-7), 6-3, 7-6(7-4), 6-3         |
| Individual femenino - Segunda ronda                  | Sloane Stephens [26]                 | Olga Govortsova                      | 6-2, 6-2                             |
| Individual masculino - Segunda ronda                 | Daniil Medvédev [3]                  | Christopher O'Connell                | 6-3, 6-2, 6-4                        |
| Individual femenino - Segunda ronda                  | Victoria Azarenka                    | Aryna Sabalenka [5]                  | 6-1, 6-3                             |
| Fondo de color indica un partido de la rama femenina |                                      |                                      |                                      |

### Día 5 (4 de septiembre)
- Cabezas de serie eliminados:
  - Individual masculino:  Stefanos Tsitsipas [4],  Taylor Fritz [19],  Daniel Evans [23],  Filip Krajinović [26],  Jan-Lennard Struff [28],  Adrian Mannarino [32]
  - Individual femenino:  Ekaterina Alexandrova [21],  Magda Linette [24]
  - Dobles femenino:  Victoria Azarenka /  Sofia Kenin [7],  Anna-Lena Friedsam /  Kateřina Siniaková [8]
- Orden de juego

| Partidos en los estadios principales                 | Partidos en los estadios principales | Partidos en los estadios principales | Partidos en los estadios principales |
| Partidos en el Arthur Ashe Stadium                   | Partidos en el Arthur Ashe Stadium   | Partidos en el Arthur Ashe Stadium   | Partidos en el Arthur Ashe Stadium   |
| Evento                                               | Ganador                              | Perdedor                             | Marcador                             |
| ---------------------------------------------------- | ------------------------------------ | ------------------------------------ | ------------------------------------ |
| Individual femenino - Tercera ronda                  | Naomi Osaka [4]                      | Marta Kostyuk                        | 6-3, 6-7(4-7), 6-2                   |
| Individual masculino - Tercera ronda                 | Denis Shapovalov [12]                | Taylor Fritz [19]                    | 3-6, 6-3, 4-6, 7-6(7-5), 6-2         |
| Individual masculino - Tercera ronda                 | Novak Djokovic [1]                   | Jan-Lennard Struff [28]              | 6-3, 6-3, 6-1                        |
| Individual femenino - Tercera ronda                  | Petra Kvitová [6]                    | Jessica Pegula                       | 6-4, 6-3                             |
| Partidos en el Louis Armstrong Stadium               |                                      |                                      |                                      |
| Evento                                               | Ganador                              | Perdedor                             | Marcador                             |
| Individual femenino - Tercera ronda                  | Petra Martić [8]                     | Varvara Gracheva                     | 6-3, 6-3                             |
| Individual femenino - Tercera ronda                  | Angelique Kerber [17]                | Ann Li                               | 6-3, 6-4                             |
| Individual masculino - Tercera ronda                 | Alexander Zverev [5]                 | Adrian Mannarino [32]                | 6-7(4-7), 6-4, 6-2, 6-2              |
| Individual masculino - Tercera ronda                 | Borna Ćorić [27]                     | Stefanos Tsitsipas [4]               | 6-7(2-7), 6-4, 4-6, 7-5, 7-6(7-4)    |
| Fondo de color indica un partido de la rama femenina |                                      |                                      |                                      |

### Día 6 (5 de septiembre)
- Cabezas de serie eliminados:
  - Individual masculino:  Roberto Bautista [8],  Karen Jachanov [11],  Casper Ruud [30],  Marin Čilić [31]
  - Individual femenino:  Madison Keys [7],  Amanda Anisimova [22],  Sloane Stephens [26],  Ons Jabeur [27]
  - Dobles masculino:  Juan Sebastián Cabal /  Robert Farah [1],  Kevin Krawietz /  Andreas Mies [6]
  - Dobles femenino:  Tímea Babos /  Kristina Mladenovic [1],  Shuko Aoyama /  Ena Shibahara [6]
- Orden de juego

| Partidos en los estadios principales                 | Partidos en los estadios principales | Partidos en los estadios principales | Partidos en los estadios principales |
| Partidos en el Arthur Ashe Stadium                   | Partidos en el Arthur Ashe Stadium   | Partidos en el Arthur Ashe Stadium   | Partidos en el Arthur Ashe Stadium   |
| Evento                                               | Ganador                              | Perdedor                             | Marcador                             |
| ---------------------------------------------------- | ------------------------------------ | ------------------------------------ | ------------------------------------ |
| Individual masculino - Tercera ronda                 | Daniil Medvédev [3]                  | Jeffrey John Wolf [WC]               | 6-3, 6-3, 6-2                        |
| Individual femenino - Tercera ronda                  | Serena Williams [3]                  | Sloane Stephens [26]                 | 2-6, 6-2, 6-2                        |
| Individual femenino - Tercera ronda                  | Alizé Cornet                         | Madison Keys [7]                     | 7-6(7-4), 3-2, ret.                  |
| Individual masculino - Tercera ronda                 | Dominic Thiem [2]                    | Marin Čilić [31]                     | 6-2, 6-2, 3-6, 6-3                   |
| Partidos en el Louis Armstrong Stadium               |                                      |                                      |                                      |
| Evento                                               | Ganador                              | Perdedor                             | Marcador                             |
| Individual femenino - Tercera ronda                  | Maria Sakkari [15]                   | Amanda Anisimova [22]                | 6-3, 6-1                             |
| Individual masculino - Tercera ronda                 | Vasek Pospisil                       | Roberto Bautista [8]                 | 7-5, 2-6, 4-6, 6-3, 6-2              |
| Individual masculino - Tercera ronda                 | Frances Tiafoe                       | Márton Fucsovics                     | 6-2, 6-3, 6-2                        |
| Individual femenino - Tercera ronda                  | Victoria Azarenka                    | Iga Świątek                          | 6-4, 6-2                             |
| Individual femenino - Tercera ronda                  | Sofia Kenin [2]                      | Ons Jabeur [27]                      | 7-6(7-4), 6-3                        |
| Fondo de color indica un partido de la rama femenina |                                      |                                      |                                      |

### Día 7 (6 de septiembre)
- Cabezas de serie eliminados:
  - Individual masculino:  Novak Djokovic [1],  David Goffin [7]
  - Individual femenino:  Petra Kvitová [6],  Petra Martić [8],  Anett Kontaveit [14],  Angelique Kerber [17]
  - Dobles femenino:  Elise Mertens /  Aryna Sabalenka [2],  Květa Peschke /  Demi Schuurs [4]
- Orden de juego

| Partidos en los estadios principales                 | Partidos en los estadios principales | Partidos en los estadios principales | Partidos en los estadios principales |
| Partidos en el Arthur Ashe Stadium                   | Partidos en el Arthur Ashe Stadium   | Partidos en el Arthur Ashe Stadium   | Partidos en el Arthur Ashe Stadium   |
| Evento                                               | Ganador                              | Perdedor                             | Marcador                             |
| ---------------------------------------------------- | ------------------------------------ | ------------------------------------ | ------------------------------------ |
| Individual femenino - Cuarta ronda                   | Yulia Putintseva [23]                | Petra Martić [8]                     | 6-3, 2-6, 6-4                        |
| Individual masculino - Cuarta ronda                  | Pablo Carreño [20]                   | Novak Djokovic [1]                   | 6-5, descalificación                 |
| Individual masculino - Cuarta ronda                  | Denis Shapovalov [12]                | David Goffin [7]                     | 6-7(0-7), 6-3, 6-4, 6-3              |
| Individual femenino - Cuarta ronda                   | Naomi Osaka [4]                      | Anett Kontaveit [14]                 | 6-3, 6-4                             |
| Partidos en el Louis Armstrong Stadium               |                                      |                                      |                                      |
| Evento                                               | Ganador                              | Perdedor                             | Marcador                             |
| Individual femenino - Cuarta ronda                   | Jennifer Brady [28]                  | Angelique Kerber [17]                | 6-1, 6-4                             |
| Individual masculino - Cuarta ronda                  | Alexander Zverev [5]                 | Alejandro Davidovich                 | 6-2, 6-2, 6-1                        |
| Individual femenino - Cuarta ronda                   | Shelby Rogers                        | Petra Kvitová [6]                    | 7-6(7-5), 3-6, 7-6(8-6)              |
| Individual masculino - Cuarta ronda                  | Borna Ćorić [27]                     | Jordan Thompson                      | 7-5, 6-1, 6-3                        |
| Fondo de color indica un partido de la rama femenina |                                      |                                      |                                      |

### Día 8 (7 de septiembre)
- Cabezas de serie eliminados:
  - Individual masculino:  Matteo Berrettini [6],  Félix Auger-Aliassime [15]
  - Individual femenino:  Sofia Kenin [2],  Maria Sakkari [15],  Karolína Muchová [20]
- Orden de juego

| Partidos en los estadios principales                 | Partidos en los estadios principales | Partidos en los estadios principales | Partidos en los estadios principales |
| Partidos en el Arthur Ashe Stadium                   | Partidos en el Arthur Ashe Stadium   | Partidos en el Arthur Ashe Stadium   | Partidos en el Arthur Ashe Stadium   |
| Evento                                               | Ganador                              | Perdedor                             | Marcador                             |
| ---------------------------------------------------- | ------------------------------------ | ------------------------------------ | ------------------------------------ |
| Individual femenino - Cuarta ronda                   | Serena Williams [3]                  | Maria Sakkari [15]                   | 6-3, 6-7(6-8), 6-3                   |
| Individual masculino - Cuarta ronda                  | Dominic Thiem [2]                    | Félix Auger-Aliassime [15]           | 7-6(7-4), 6-1, 6-1                   |
| Individual masculino - Cuarta ronda                  | Daniil Medvédev [3]                  | Frances Tiafoe                       | 6-4, 6-1, 6-0                        |
| Individual femenino - Cuarta ronda                   | Elise Mertens [16]                   | Sofia Kenin [2]                      | 6-3, 6-3                             |
| Partidos en el Louis Armstrong Stadium               |                                      |                                      |                                      |
| Evento                                               | Ganador                              | Perdedor                             | Marcador                             |
| Individual masculino - Cuarta ronda                  | Álex de Miñaur [21]                  | Vasek Pospisil                       | 7-6(8-6), 6-3, 6-2                   |
| Individual femenino - Cuarta ronda                   | Tsvetana Pironkova                   | Alizé Cornet                         | 6-4, 6-7(5-7), 6-3                   |
| Individual masculino - Cuarta ronda                  | Andréi Rubliov [10]                  | Matteo Berrettini [6]                | 4-6, 6-3, 6-3, 6-3                   |
| Individual femenino - Cuarta ronda                   | Victoria Azarenka                    | Karolína Muchová [20]                | 5-7, 6-1, 6-4                        |
| Fondo de color indica un partido de la rama femenina |                                      |                                      |                                      |

### Día 9 (8 de septiembre)
- Cabezas de serie eliminados:
  - Individual masculino:  Denis Shapovalov [12],  Borna Ćorić [27]
  - Individual femenino:  Yulia Putintseva [23]
  - Dobles masculino:  Rajeev Ram /  Joe Salisbury [3]
- Orden de juego

| Partidos en los estadios principales                 | Partidos en los estadios principales | Partidos en los estadios principales | Partidos en los estadios principales |
| Partidos en el Arthur Ashe Stadium                   | Partidos en el Arthur Ashe Stadium   | Partidos en el Arthur Ashe Stadium   | Partidos en el Arthur Ashe Stadium   |
| Evento                                               | Ganador                              | Perdedor                             | Marcador                             |
| ---------------------------------------------------- | ------------------------------------ | ------------------------------------ | ------------------------------------ |
| Individual femenino - Cuartos de final               | Jennifer Brady [28]                  | Yulia Putintseva [23]                | 6-3, 6-2                             |
| Individual masculino - Cuartos de final              | Alexander Zverev [5]                 | Borna Ćorić [27]                     | 1-6, 7-6(7-5), 7-6(7-1), 6-3         |
| Individual femenino - Cuartos de final               | Naomi Osaka [4]                      | Shelby Rogers                        | 6-3, 6-4                             |
| Individual masculino - Cuartos de final              | Pablo Carreño [20]                   | Denis Shapovalov [12]                | 3-6, 7-6(7-5), 7-6(7-4), 0-6, 6-3    |
| Partidos en el Louis Armstrong Stadium               |                                      |                                      |                                      |
| Evento                                               | Ganador                              | Perdedor                             | Marcador                             |
| Dobles femenino - Semifinales                        | Laura Siegemund Vera Zvonareva       | Anna Blinkova Veronika Kudermétova   | 5-7, 6-3, 7-5                        |
| Dobles masculino - Semifinales                       | Wesley Koolhof [8] Nikola Mektić [8] | Rajeev Ram [3] Joe Salisbury [3]     | 7-6(7-3), 6-4                        |
| Dobles masculino - Semifinales                       | Mate Pavić Bruno Soares              | Jean-Julien Rojer Horia Tecău        | 6-4, 7-5                             |
| Fondo de color indica un partido de la rama femenina |                                      |                                      |                                      |

### Día 10 (9 de septiembre)
- Cabezas de serie eliminados:
  - Individual masculino:  Andréi Rubliov [10],  Álex de Miñaur [21]
  - Individual femenino:  Elise Mertens [16]
- Orden de juego

| Partidos en los estadios principales                 | Partidos en los estadios principales | Partidos en los estadios principales | Partidos en los estadios principales |
| Partidos en el Arthur Ashe Stadium                   | Partidos en el Arthur Ashe Stadium   | Partidos en el Arthur Ashe Stadium   | Partidos en el Arthur Ashe Stadium   |
| Evento                                               | Ganador                              | Perdedor                             | Marcador                             |
| ---------------------------------------------------- | ------------------------------------ | ------------------------------------ | ------------------------------------ |
| Individual femenino - Cuartos de final               | Serena Williams [3]                  | Tsvetana Pironkova                   | 4-6, 6-3, 6-2                        |
| Individual masculino - Cuartos de final              | Daniil Medvédev [3]                  | Andréi Rubliov [10]                  | 7-6(8-6), 6-3, 7-6(7-5)              |
| Individual femenino - Cuartos de final               | Victoria Azarenka                    | Elise Mertens [16]                   | 6-1, 6-0                             |
| Individual masculino - Cuartos de final              | Dominic Thiem [2]                    | Álex de Miñaur [21]                  | 6-1, 6-2, 6-4                        |
| Partidos en el Louis Armstrong Stadium               |                                      |                                      |                                      |
| Evento                                               | Ganador                              | Perdedor                             | Marcador                             |
| Dobles femenino - Semifinales                        | Nicole Melichar [3] Yifan Xu [3]     | Asia Muhammad Taylor Townsend        | 6-4, 3-6, 7-6(9-7)                   |
| Fondo de color indica un partido de la rama femenina |                                      |                                      |                                      |

### Día 11 (10 de septiembre)
- Cabezas de serie eliminados:
  - Individual femenino:  Serena Williams [3],  Jennifer Brady [28]
  - Dobles masculino:  Wesley Koolhof /  Nikola Mektić [8]
- Orden de juego

| Partidos en los estadios principales                 | Partidos en los estadios principales | Partidos en los estadios principales | Partidos en los estadios principales |
| Partidos en el Arthur Ashe Stadium                   | Partidos en el Arthur Ashe Stadium   | Partidos en el Arthur Ashe Stadium   | Partidos en el Arthur Ashe Stadium   |
| Evento                                               | Ganador                              | Perdedor                             | Marcador                             |
| ---------------------------------------------------- | ------------------------------------ | ------------------------------------ | ------------------------------------ |
| Dobles masculino - Final                             | Mate Pavić Bruno Soares              | Wesley Koolhof [8] Nikola Mektić [8] | 7-5, 6-3                             |
| Individual femenino - Semifinales                    | Naomi Osaka [4]                      | Jennifer Brady [28]                  | 7-6(7-1), 3-6, 6-3                   |
| Individual femenino - Semifinales                    | Victoria Azarenka                    | Serena Williams [3]                  | 1-6, 6-3, 6-3                        |
| Fondo de color indica un partido de la rama femenina |                                      |                                      |                                      |

### Día 12 (11 de septiembre)
- Cabezas de serie eliminados:
  - Individual masculino:  Daniil Medvédev [3],  Pablo Carreño [20]
  - Dobles femenino:  Nicole Melichar /  Xu Yifan [3]
- Orden de juego

| Partidos en los estadios principales                 | Partidos en los estadios principales | Partidos en los estadios principales | Partidos en los estadios principales |
| Partidos en el Arthur Ashe Stadium                   | Partidos en el Arthur Ashe Stadium   | Partidos en el Arthur Ashe Stadium   | Partidos en el Arthur Ashe Stadium   |
| Evento                                               | Ganador                              | Perdedor                             | Marcador                             |
| ---------------------------------------------------- | ------------------------------------ | ------------------------------------ | ------------------------------------ |
| Dobles femenino - Final                              | Laura Siegemund Vera Zvonareva       | Nicole Melichar [3] Xu Yifan [3]     | 6-4, 6-4                             |
| Individual masculino - Semifinales                   | Alexander Zverev [5]                 | Pablo Carreño [20]                   | 3-6, 2-6, 6-3, 6-4, 6-3              |
| Individual masculino - Semifinales                   | Dominic Thiem [2]                    | Daniil Medvédev [3]                  | 6-2, 7-6(9-7), 7-6(7-5)              |
| Fondo de color indica un partido de la rama femenina |                                      |                                      |                                      |

### Día 13 (12 de septiembre)
- Cabezas de serie eliminados:
- Orden de juego

| Partidos en los estadios principales                 | Partidos en los estadios principales | Partidos en los estadios principales   | Partidos en los estadios principales |
| Partidos en el Arthur Ashe Stadium                   | Partidos en el Arthur Ashe Stadium   | Partidos en el Arthur Ashe Stadium     | Partidos en el Arthur Ashe Stadium   |
| Evento                                               | Ganador                              | Perdedor                               | Marcador                             |
| ---------------------------------------------------- | ------------------------------------ | -------------------------------------- | ------------------------------------ |
| Dobles masculino - Silla de ruedas                   | Alfie Hewett [1] Gordon Reid [1]     | Stéphane Houdet [2] Nicolas Peifer [2] | 6-4, 6-1                             |
| Individual femenino- Final                           | Naomi Osaka [4]                      | Victoria Azarenka                      | 1-6, 6-3, 6-3                        |
| Fondo de color indica un partido de la rama femenina |                                      |                                        |                                      |

### Día 14 (13 de septiembre)
- Cabezas de serie eliminados:
  - Individual masculino:  Alexander Zverev [5]
- Orden de juego

| Partidos en los estadios principales                 | Partidos en los estadios principales | Partidos en los estadios principales  | Partidos en los estadios principales |
| Partidos en el Arthur Ashe Stadium                   | Partidos en el Arthur Ashe Stadium   | Partidos en el Arthur Ashe Stadium    | Partidos en el Arthur Ashe Stadium   |
| Evento                                               | Ganador                              | Perdedor                              | Marcador                             |
| ---------------------------------------------------- | ------------------------------------ | ------------------------------------- | ------------------------------------ |
| Dobles femenino - Silla de ruedas                    | Yui Kamiji [2] Jordanne Whiley [2]   | Marjolein Buis [1] Diede de Groot [1] | 6-3, 6-3                             |
| Individual masculino - Final                         | Dominic Thiem [2]                    | Alexander Zverev [5]                  | 2-6, 4-6, 6-4, 6-3, 7-6(8-6)         |
| Fondo de color indica un partido de la rama femenina |                                      |                                       |                                      |

## Cabezas de serie
Los cabezas de serie se basan en los rankings ATP del 16 de marzo y WTA del 17 de agosto de 2020. La clasificación y los puntos serán del 24 de agosto de 2020.

### Individual masculino
| N.º | Clasif | Jugador               | Puntos | Puntos ganados | Nuevos puntos | Ronda hasta la que avanzó en el torneo              |
| --- | ------ | --------------------- | ------ | -------------- | ------------- | --------------------------------------------------- |
| 1   | 1      | Novak Djokovic        | 10 860 | 0              | 10 860        | Cuarta ronda, descalificado ante Pablo Carreño [20] |
| 2   | 3      | Dominic Thiem         | 7135   | 2000           | 9135          | Campeón, venció a Alexander Zverev [5]              |
| 3   | 5      | Daniil Medvédev       | 5890   | 720            | 6610          | Semifinales, perdió ante Dominic Thiem [2]          |
| 4   | 6      | Stefanos Tsitsipas    | 5095   | 90             | 5185          | Tercera ronda, perdió ante Borna Ćorić [27]         |
| 5   | 7      | Alexander Zverev      | 3630   | 1200           | 4830          | Final, perdió ante Dominic Thiem [2]                |
| 6   | 8      | Matteo Berrettini     | 2940   | 180            | 3120          | Cuarta ronda, perdió ante Andréi Rubliov [10]       |
| 7   | 10     | David Goffin          | 2555   | 180            | 2735          | Cuarta ronda, perdió ante Denis Shapovalov [12]     |
| 8   | 12     | Roberto Bautista      | 2540   | 90             | 2630          | Tercera ronda, perdió ante Vasek Pospisil           |
| 9   | 13     | Diego Schwartzman     | 2265   | 10             | 2275          | Primera ronda, perdió ante Cameron Norrie           |
| 10  | 14     | Andréi Rubliov        | 2234   | 360            | 2594          | Cuartos de final, perdió ante Daniil Medvédev [3]   |
| 11  | 16     | Karen Jachanov        | 2120   | 90             | 2210          | Tercera ronda, perdió ante Álex de Miñaur [21]      |
| 12  | 17     | Denis Shapovalov      | 2075   | 360            | 2435          | Cuartos de final, perdió ante Pablo Carreño [20]    |
| 13  | 19     | Christian Garín       | 1900   | 45             | 1945          | Segunda ronda, perdió ante Mikhail Kukushkin        |
| 14  | 20     | Grigor Dimitrov       | 1885   | 45             | 1930          | Segunda ronda, perdió ante Márton Fucsovics         |
| 15  | 21     | Félix Auger-Aliassime | 1806   | 180            | 1986          | Cuarta ronda, perdió ante Dominic Thiem [2]         |
| 16  | 22     | John Isner            | 1805   | 10             | 1815          | Primera ronda, perdió ante Steve Johnson            |
| 17  | 23     | Benoît Paire          | 1738   | 0              | 1738          | Baja antes de la primera ronda.                     |
| 18  | 24     | Dušan Lajović         | 1695   | 10             | 1705          | Primera ronda, perdió ante Egor Gerasimov           |
| 19  | 25     | Taylor Fritz          | 1545   | 90             | 1635          | Tercera ronda, perdió ante Denis Shapovalov [12]    |
| 20  | 27     | Pablo Carreño         | 1500   | 720            | 2220          | Semifinales, perdió ante Alexander Zverev [5]       |
| 21  | 28     | Álex de Miñaur        | 1485   | 360            | 1845          | Cuartos de final, perdió ante Dominic Thiem [2]     |
| 22  | 30     | Nikoloz Basilashvili  | 1395   | 10             | 1405          | Primera ronda, perdió ante John Millman             |
| 23  | 31     | Daniel Evans          | 1384   | 45             | 1429          | Segunda ronda, perdió ante Corentin Moutet          |
| 24  | 33     | Hubert Hurkacz        | 1353   | 45             | 1398          | Segunda ronda, perdió ante Alejandro Davidovich     |
| 25  | 18     | Miloš Raonić          | 1950   | 45             | 1995          | Segunda ronda, perdió ante Vasek Pospisil           |
| 26  | 26     | Filip Krajinović      | 1503   | 90             | 1593          | Tercera ronda, perdió ante David Goffin [7]         |
| 27  | 32     | Borna Ćorić           | 1320   | 360            | 1680          | Cuartos de final, perdió ante Alexander Zverev [5]  |
| 28  | 29     | Jan-Lennard Struff    | 1405   | 90             | 1495          | Tercera ronda, perdió ante Novak Djokovic [1]       |
| 29  | 35     | Guido Pella           | 1310   | 10             | 1320          | Primera ronda, perdió ante Jeffrey John Wolf [WC]   |
| 30  | 37     | Casper Ruud           | 1279   | 90             | 1369          | Tercera ronda, perdió ante Matteo Berrettini [6]    |
| 31  | 38     | Marin Čilić           | 1225   | 90             | 1315          | Tercera ronda, perdió ante Dominic Thiem [2]        |
| 32  | 39     | Adrian Mannarino      | 1191   | 90             | 1281          | Tercera ronda, perdió ante Alexander Zverev [5]     |

#### Bajas masculinas
| Clasif | Jugador       | Puntos antes | Puntos ganados | Puntos después | Motivo                              |
| ------ | ------------- | ------------ | -------------- | -------------- | ----------------------------------- |
| 2      | Rafael Nadal  | 9850         | 0              | 9850           | Situación de coronavirus en EE. UU. |
| 4      | Roger Federer | 6630         | 0              | 6630           | Rehabilitación en rodilla derecha   |
| 9      | Gaël Monfils  | 2860         | 0              | 2860           | Situación de coronavirus en EE.UU.  |
| 11     | Fabio Fognini | 2400         | 0              | 2400           | Rehabilitación en tobillos          |
| 15     | Stan Wawrinka | 2060         | 0              | 2060           | Situación de coronavirus en EE.UU.  |
| 22     | Benoît Paire  | 1738         | 0              | 1738           | Test positivo de coronavirus.       |
| 31     | Kei Nishikori | 1345         | 0              | 1345           | Test positivo de coronavirus.       |

### Individual femenino
| N.º | Clasif | Jugador               | Puntos | Puntos ganados | Nuevos puntos | Ronda hasta la que avanzó en el torneo             |
| --- | ------ | --------------------- | ------ | -------------- | ------------- | -------------------------------------------------- |
| 1   | 3      | Karolína Plíšková     | 5205   | 70             | 5275          | Segunda ronda, perdió ante Caroline Garcia         |
| 2   | 4      | Sofia Kenin           | 4590   | 240            | 4830          | Cuarta ronda, perdió ante Elise Mertens [16]       |
| 3   | 8      | Serena Williams       | 4080   | 780            | 4860          | Semifinales, perdió ante Victoria Azarenka         |
| 4   | 9      | Naomi Osaka           | 4020   | 2000           | 6020          | Campeona, venció a Victoria Azarenka               |
| 5   | 11     | Aryna Sabalenka       | 3615   | 70             | 3685          | Segunda ronda, perdió ante Victoria Azarenka       |
| 6   | 12     | Petra Kvitová         | 3566   | 240            | 3806          | Cuarta ronda, perdió ante Shelby Rogers            |
| 7   | 14     | Madison Keys          | 2962   | 130            | 3092          | Tercera ronda, perdió ante Alizé Cornet            |
| 8   | 15     | Petra Martić          | 2850   | 240            | 3090          | Cuarta ronda, peridío ante Yulia Putintseva [23]   |
| 9   | 13     | Johanna Konta         | 3152   | 70             | 3222          | Segunda ronda, perdió ante Sorana Cîrstea          |
| 10  | 16     | Garbiñe Muguruza      | 2711   | 70             | 2781          | Segunda ronda, perdió ante Tsvetana Pironkova [PR] |
| 11  | 17     | Elena Rybakina        | 2471   | 70             | 2541          | Segunda ronda, perdió ante Shelby Rogers           |
| 12  | 19     | Markéta Vondroušová   | 2308   | 70             | 2378          | Segunda ronda, perdió ante Aliaksandra Sasnovich   |
| 13  | 20     | Alison Riske          | 2256   | 70             | 2326          | Segunda ronda, perdió ante Ann Li                  |
| 14  | 21     | Anett Kontaveit       | 2220   | 240            | 2460          | Cuarta ronda, perdió ante Naomi Osaka [4]          |
| 15  | 22     | María Sákkari         | 2130   | 240            | 2370          | Cuarta ronda, perdió ante Serena Williams [3]      |
| 16  | 18     | Elise Mertens         | 2360   | 430            | 2790          | Cuartos de final, perdió ante Victoria Azarenka    |
| 17  | 23     | Angelique Kerber      | 2040   | 240            | 2280          | Cuarta ronda, perdió ante Jennifer Brady [18]      |
| 18  | 24     | Donna Vekić           | 1880   | 130            | 2010          | Tercera ronda, perdió ante Tsvetana Pironkova [PR] |
| 19  | 25     | Dayana Yastremska     | 1880   | 70             | 1950          | Segunda ronda, perdió ante Madison Brengle         |
| 20  | 26     | Karolína Muchová      | 1872   | 240            | 2112          | Cuarta ronda, perdió ante Victoria Azarenka        |
| 21  | 29     | Ekaterina Alexandrova | 1775   | 70             | 1845          | Segunda ronda, perdió ante Caty McNally            |
| 22  | 28     | Amanda Anisimova      | 1775   | 130            | 1905          | Tercera ronda, perdió ante María Sákkari [15]      |
| 23  | 35     | Yulia Putintseva      | 1525   | 430            | 1955          | Cuartos de final, perdió ante Jennifer Brady [28]  |
| 24  | 37     | Magda Linette         | 1482   | 130            | 1612          | Tercera ronda, perdió ante Anett Kontaveit [14]    |
| 25  | 38     | Shuai Zhang           | 1475   | 10             | 1485          | Primera ronda, perdió ante Ysaline Bonaventure     |
| 26  | 39     | Sloane Stephens       | 1453   | 130            | 1583          | Tercera ronda, perdió ante Serena Williams [3]     |
| 27  | 31     | Ons Jabeur            | 1573   | 130            | 1703          | Tercera ronda, perdió ante Sofia Kenin [2]         |
| 28  | 41     | Jennifer Brady        | 1395   | 780            | 2175          | Semifinales, perdió ante Naomi Osaka [4]           |
| 29  | 42     | Veronika Kudermétova  | 1388   | 10             | 1398          | Primera ronda, perdió ante Iga Świątek             |
| 30  | 44     | Kristina Mladenovic   | 1335   | 70             | 1405          | Segunda ronda, perdió ante Varvara Gracheva        |
| 31  | 45     | Anastasija Sevastova  | 1288   | 70             | 1358          | Segunda ronda, perdió ante Marta Kostyuk           |
| 32  | 48     | Rebecca Peterson      | 1225   | 10             | 1235          | Primera ronda, perdió ante Kirsten Flipkens        |

#### Bajas femeninas
| Clasif | Jugador                  | Puntos antes | Puntos ganados | Puntos después | Motivo                             |
| ------ | ------------------------ | ------------ | -------------- | -------------- | ---------------------------------- |
| 1      | Ashleigh Barty           | 8717         | 0              | 8717           | Situación de coronavirus en EE.UU. |
| 2      | Simona Halep             | 6356         | 0              | 6356           | Situación de coronavirus en EE.UU. |
| 5      | Elina Svitolina          | 4580         | 0              | 4580           | Situación de coronavirus en EE.UU. |
| 6      | Bianca Andreescu         | 4555         | 0              | 4555           | Falta de preparación.              |
| 7      | Kiki Bertens             | 4335         | 0              | 4335           | Situación de coronavirus en EE.UU. |
| 10     | Belinda Bencic           | 4010         | 0              | 4010           | Situación de coronavirus en EE.UU. |
| 30     | Qiang Wang               | 1706         | 0              | 1706           | Situación de coronavirus en Asia.  |
| 32     | Anastasia Pavlyuchenkova | 1540         | 0              | 1540           | Situación de coronavirus en EE.UU. |
| 33     | Barbora Strýcová         | 1530         | 0              | 1530           | Situación de coronavirus en EE.UU. |
| 34     | Svetlana Kuznetsova      | 1527         | 0              | 1527           | Situación de coronavirus en EE.UU. |

## Cabezas de serie dobles
| Jugadores            | Jugadores        | Clasif | N.º |
| -------------------- | ---------------- | ------ | --- |
| Juan Sebastián Cabal | Robert Farah     | 3      | 1   |
| Łukasz Kubot         | Marcelo Melo     | 10     | 2   |
| Rajeev Ram           | Joe Salisbury    | 16     | 3   |
| Ivan Dodig           | Filip Polášek    | 18     | 4   |
| Marcel Granollers    | Horacio Zeballos | 20     | 5   |
| Kevin Krawietz       | Andreas Mies     | 27     | 6   |
| Raven Klaasen        | Oliver Marach    | 35     | 7   |
| Wesley Koolhof       | Nikola Mektić    | 39     | 8   |

| Jugadoras             | Jugadoras           | Clasif | N.º |
| --------------------- | ------------------- | ------ | --- |
| Tímea Babos           | Kristina Mladenovic | 7      | 1   |
| Elise Mertens         | Aryna Sabalenka     | 11     | 2   |
| Nicole Melichar       | Yifan Xu            | 29     | 3   |
| Květa Peschke         | Demi Schuurs        | 35     | 4   |
| Bethanie Mattek-Sands | Shuai Zhang         | 41     | 5   |
| Shuko Aoyama          | Ena Shibahara       | 47     | 6   |
| Victoria Azarenka     | Sofia Kenin         | 51     | 7   |
| Anna-Lena Friedsam    | Kateřina Siniaková  | 55     | 8   |

## Invitados
| - Ulises Blanch - Maxime Cressy - Sebastian Korda - Mitchell Krueger - Thai-Son Kwiatkowski - Michael Mmoh - Brandon Nakashima - Jeffrey John Wolf | - Hailey Baptiste - Catherine Bellis - Kim Clijsters - Claire Liu - Allie Kiick - Robin Montgomery - Whitney Osuigwe - Sachia Vickery |

| - Ernesto Escobedo / Noah Rubin - Christopher Eubanks / Mackenzie McDonald - Ryan Harrison / Christian Harrison - Nathaniel Lammons / Nicholas Monroe | - Usue Maitane Arconada / Christina McHale - Hailey Baptiste / Kim Clijsters - Ann Li / Bernarda Pera - Jessica Pegula / Shelby Rogers |

## Ranking protegido/especial
Los siguientes jugadores entraron directamente al cuadro principal al usar su ranking protegido/especial:
| Individual masculino - Andrey Kuznetsov (PR 130) - Mackenzie McDonald (PR 83) - Jack Sock (PR 119) | Individual femenino - Kateryna Bondarenko (SR 85) - Irina Khromacheva (SR 137) - Vera Lapko (SR 120) - Tsvetana Pironkova (SR 123) - Vera Zvonareva (SR 78) |

## Campeones defensores
| Evento               | Campeones de 2019                 | Campeones de 2020              |
| -------------------- | --------------------------------- | ------------------------------ |
| Individual masculino | Rafael Nadal                      | Dominic Thiem                  |
| Individual femenino  | Bianca Andreescu                  | Naomi Osaka                    |
| Dobles masculino     | Juan Sebastián Cabal Robert Farah | Mate Pavić Bruno Soares        |
| Dobles femenino      | Elise Mertens Aryna Sabalenka     | Laura Siegemund Vera Zvonareva |

## Campeones

### Sénior

#### Individual masculino
Dominic Thiem venció a  Alexander Zverev por 2-6, 4-6, 6-4, 6-3, 7-6(8-6)

#### Individual femenino
Naomi Osaka venció a  Victoria Azarenka por 1-6, 6-3, 6-3

#### Dobles masculino
Mate Pavić /  Bruno Soares vencieron a  Wesley Koolhof /  Nikola Mektić por 7-5, 6-3

#### Dobles femenino
Laura Siegemund /  Vera Zvonareva vencieron a  Nicole Melichar /  Yifan Xu por 6-4, 6-4

### Silla de ruedas

#### Individual masculino
Shingo Kunieda venció a  Alfie Hewett por 6-3, 3-6, 7-6(7-3)

#### Individual femenino
Diede de Groot venció a  Yui Kamiji por 6-3, 6-3

#### Dobles masculino
Alfie Hewett /  Gordon Reid vencieron a  Stéphane Houdet /  Nicolas Peifer por 6-4, 6-1

#### Dobles femenino
Yui Kamiji /  Jordanne Whiley vencieron a  Marjolein Buis /  Diede de Groot por 6-3 , 6-3

#### Individual Quad
Sam Schröder venció a  Dylan Alcott por 7-6(7-5), 0-6, 6-4

#### Dobles Quad
Dylan Alcott /  Andrew Lapthorne vencieron a  Sam Schröder /  David Wagner por 3-6, 6-4, [10-8]